# Wolfgang Pöttinger
Wolfgang Pöttinger (* 22. Juni 1932 in Grieskirchen, Oberösterreich; † 9. Dezember 2005 ebenda) war ein österreichischer Kunstschmied und Dichter.

## Leben
Nach dem Besuch der Volksschule und von zwei Klassen Hauptschule in Grieskirchen wechselte Wolfgang Pöttinger 1945 an das Gymnasium Kollegium Petrinum in Linz, verließ die Schule jedoch wieder und erhielt seine Ausbildung im Schlosserhandwerk im Betrieb seines Vaters Ferdinand Pöttinger. Dieser führte seit 1922 eine Schlosserei mit angeschlossenem Installationsgewerbe in der Zauneggerstraße 9 in Grieskirchen. 1955 legte Wolfgang Pöttinger die Meisterprüfung mit ausgezeichnetem Erfolg ab. 1962 übernahm er das Unternehmen seines Vaters und führte es bis zu seiner Pensionierung im Jahr 1992. Bis 1999 arbeitete er noch als freischaffender Schmiedekünstler. In diesem Jahr musste er krankheitshalber seine Tätigkeit beenden.
Wolfgang Pöttinger war mit Cäcilia Pöttinger, geborene Köpf, verheiratet. Die vier Kinder des Ehepaares sind Jacinta Mössenböck, geborene Pöttinger, Martina Pöttinger, Wolfgang Ferdinand Pöttinger und Laurenz Pöttinger.

## Schaffen
Seine besondere Leistung im Bereich der Schmiedetechnik bestand in der Entwicklung der so genannten Fünfer- und Kugelspaltung, die aus einem Stück von Hand geschmiedet wird und eine Ausdehnung des Werkstückes ins Dreidimensionale ermöglicht. Für die Spaltung ist ein Vierkantstab aus weichem, kohlenstoffarmem Eisen nötig. Dieser wird in rotwarmem, glühenden Zustand mit Hilfe eines Spaltmeißels unter Hammerschlägen von oben in fünf Teile gespalten. Läuft der Mittelteil als tragendes Element weiter, ist dieses oft etwas stärker ausgeführt, als die vier Außenteile. Die einzelnen Teile können jedes für sich noch weiter gespalten werden. Bei der Kugelspaltung verwendet man einen Kant- oder Rundstab, der mit Hilfe eines Dorns in glühendem Zustand in vier gleiche Teile gespalten wird. Diese so gewonnenen Stücke werden mit der Hammerfinne gebreitet, damit sie erneut gespalten werden können. Nach jeder Spaltung werden sie überschmiedet und müssen zurückgebogen werden, damit Raum für die Bearbeitung der ringsum liegenden Teile geschaffen wird. Oft werden die Arbeitsschritte des Spaltens, Überschmiedens und Zurückbiegens so oft wiederholt, bis dies technisch nicht mehr weiter möglich ist.
Wolfgang Pöttinger schuf zahlreiche künstlerische Werkstücke und Skulpturen aus Metall mit hohem ästhetischem Anspruch. Hervorzuheben sind die von ihm als Monstranz bezeichneten kreisförmigen Grabkreuze, die er äußerst kunstvoll schmiedete und mit symbolischen Darstellungen versah. Die Bezeichnung leitet sich von der Monstranz als liturgischem Gerät ab. Für Pöttinger versinnbildlicht das Monstranz-Kreuz die Auferstehung Christi. Inspiriert wurde er in der Gestaltung durch eine runde Fensterrose im Dom von Palermo. In seinen Monstranz-Grabkreuzen finden sich Motive aus der christlichen Ikonografie und symbolische Verweise auf das Leben der Verstorbenen. Das Grabkreuz eines Landwirtes, der auch Jäger war, enthält zum Beispiel naturalistisch gestaltete Getreideähren neben Eichenlaub und Eicheln. Wolfgang Pöttinger schuf im Laufe seines Lebens 98 Monstranz-Kreuze. Die Arbeitszeit für ein Monstranz-Grabkreuz beträgt nach seinen Angaben zwischen drei Wochen bis zu einem halben Jahr.
Neben dem Typus des Monstranz-Grabkreuz schuf Wolfgang Pöttinger auch so genannte „Stelzhamer-Kreuze“. Der Name stammt vom ersten Auftrag eines Kreuzes dieser Machart in seiner Werkstätte. In diesem Fall hatte die oberösterreichische Landesregierung 1954 ein Kreuz für die Mutter von Franz Stelzhamer bestellt. Diese Bezeichnung beschränkte sich allerdings auf den Gebrauch innerhalb des eigenen Betriebes. Der spezielle Typus war allerdings äußerst beliebt und wurde zahlreich in Auftrag gegeben. Dies führte zu etlichen Varianten dieses Typus. Im Unterschied zu den Monstranz-Kreuzen finden sich bei diesen Grabkreuzen keine symbolischen Darstellungen.
Das bekannteste Monstranz-Kreuz ist der so genannte „Stern der Hoffnung für das dritte Jahrtausend“ in der Apsis der Basilika Lorch in Enns, der am 3. Oktober 1999 durch den Prälaten des Stiftes St. Florian, Wilhelm Neuwirth, eingeweiht wurde. Für Wolfgang Pöttinger symbolisiert der Freiraum in der Mitte Gott und er bezieht sich dabei auf die Stelle im Alten Testament in der es heißt, man solle sich von Gott kein Bild machen. (Mose, Ex. 20,4) Der blattvergoldete Kreis rund um die freie Mitte stellt eine imaginäre Hostie dar. Von dieser Mitte geht die Form eines Kreuzes aus, das jedoch durch stilisierte Blütenkelche unterbrochen wird. In der äußeren Zone finden sich Darstellungen von Wasserwellen und Feuerflammen, die Symbole für die Taufe und den Heiligen Geist. Die dargestellten Getreideähren symbolisieren die Eucharistie. Auf den spitzen Blättern am Rand der Kreisfläche finden sich die Anfangsbuchstaben der vier Evangelisten, jeweils eine pro Quadrant. Durch die Wurzeln am unteren Ende erlangt der Stern der Hoffnung auch die Bedeutung eines Lebensbaumes. Gleichzeitig ergeben die Wurzeln das Marienmonogramm. Die dichte Gestaltung des Werkes steht laut Wolfgang Pöttinger für die Fülle der himmlischen Herrlichkeit. Hierbei bezieht er sich auf die Passage, in der Christus sagt: „Ich bin gekommen, damit die Menschen das Leben haben und es in Fülle haben.“ (Joh. 10,10) Die Maße des Sterns der Hoffnung betragen 190 cm Höhe, 174 cm Breite. Arbeitszeit: 3 Jahre und 4 Monate.
Neben seinem Beruf als Schmied betätigte sich Wolfgang Pöttinger auch als Dichter und verfasste zahlreiche Gedichte, Kurztexte in Prosa und ein theoretisches Werk zur Schmiedetechnik (Geformtes Schmiedeeisen).

„LICHT

kommt

nicht

nur in Helle –

zur Entfaltung.

zur Gestaltung

selbst des Glanzes

braucht es

SCHATTEN!

Erst beim Nahen seines dunklen

Gatten

kommt im Nu –

in der Schnelle

erregenden Mischungstanzes,

denn in Ruh‘

hervor

ein herrliches Ganzes!“

## Auszeichnungen
- 1951 Staatspreis für Handwerksbetriebe verliehen durch das Ministerium für Handel und Wiederaufbau[15]
- 1982 Verleihung des Titels Konsulent durch die oberösterreichische Landesregierung[16]
- 28. Oktober 1992 Verleihung des Titels Professor durch LH Josef Ratzenböck[5]
- 2002 Kulturmedaille des Landes Oberösterreich[4]

## Publikationen
- Wolfgang Pöttinger: Lyrik und Schmiedeeisen, Linz 1975
- Wolfgang Pöttinger: Geformtes Schmiedeeisen, Linz 1977, 2. Auflage Linz 1979, ISBN 3-85214-209-1
- Wolfgang Pöttinger: Geformtes Wort – Geformter Stahl, Ried 1978
- Wolfgang Pöttinger: Helmuth Wansch, Schönheit Schöpfung, Wels 1980
- Wolfgang Pöttinger: Heiterkeit, Steyr 1981, 2. Auflage 1990, 3. erweiterte Auflage 1995
- Wolfgang Pöttinger: Mit Herz und Hammer, Gedichte in oberösterreichischer Mundart, Wels 1984; ISBN 3-85339-567-8
- Wolfgang Pöttinger: Feuerstrahlengarben, Wien 1987
- Wolfgang Pöttinger: Sinnlos? Illustriert von Prof. Hoffmann-Ybbs, Grieskirchen 1999
- Wolfgang Pöttinger: Licht, Beachtenswertes – Betrachtenswertes in Literatur, Schmiedekunst und Religion, Linz 2003